# Região do fragmento cristalizável

Anticorpo digerido com papaína que produziu dois fragmentos Fab e um fragmento Fc.

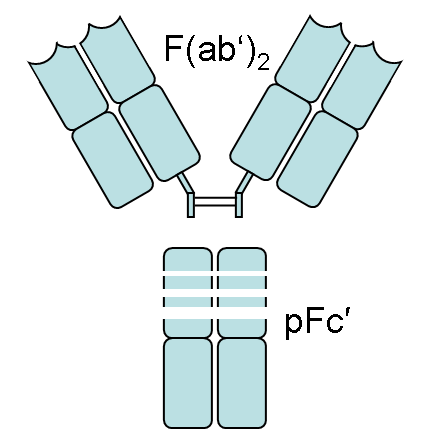
Anticorpo digerido com pepsina que produziu um fragmento F(ab')_{2} e outro fragmento pFc'.

O fragmento cristalizável, região do fragmento cristalizável ou região Fc é a região dum anticorpo que forma a sua cauda (ou base do Y, dado que os anticorpos têm forma de Y), que interage com receptores da superfície das células chamados receptores Fc e com algumas proteínas do sistema complemento. Esta propriedade permite aos anticorpos activar o sistema imunitário. Nos isótipos de anticorpos IgG, IgA e IgD, a região Fc é composta por dois fragmentos proteicos idênticos, derivados dos segundo e terceiro domínios das duas cadeias pesadas do anticorpo. As regiões Fc das IgM e IgE são mais compridas, já que contêm três domínios constantes das cadeias pesadas (domínios CH 2, 3 e 4) em cada cadeia polipeptídica. As regiões Fc das IgGs têm um sítio de N-glicosilação altamente conservado. A glicosilação do fragmento Fc é essencial para a actividade mediada pelo receptor Fc. Os N-glicanos ligados a este sítio são predominantemente complexas estruturas diantenárias fucosiladas. Além disso, pequenas quantidades destes N-glicanos também portam resíduos de GlcNAc e ácido siálico ligados pela ligação α-2,6.
A outra parte, que juntamente com a região Fc completa o anticorpo, denomina-se região Fab, que contém secções variáveis, serve para se ligar ao antígeno e formar os "braços" do Y. Ao contrário da região Fab, a região Fc de todos os anticorpos da mesma classe é sempre igual para cada espécie, ou seja, é constante, pelo que por vezes a região Fc é chamada de "fragmento da região constante".
O fragmento Fc une-se a vários receptores celulares e proteínas do sistema do complemento sanguíneo. Deste modo funciona como mediador de diferentes efeitos fisiológicos dos anticorpos (detecção de partículas opsonizadas; lise celular; desgranulação dos mastócitos, basófilos, e eosinófilos; e outros processos).

## Fragmentos Fc transformados pela engenharia
Num novo desenvolvimento terapêutico baseado em anticorpos, a região Fc das imunoglobulinas foi transformada por engenharia para conter um local de ligação ao antígeno. Este tipo de fragmento de ligação ao antígeno é denominado Fcab. Os fragmentos Fcab podem ser inseridos numa imunoglobulina completa intercalando a região Fc, para assim obter um anticorpo biespecífico (sendo que tanto as regiões Fab como as Fcab contêm pontos de ligação ao antígeno diferentes). Estes anticorpos monoclonais específicos são por vezes denominados mAb2.